# ولسوالی شیندند
وُلُسوالی شیندَند با نام نسبتاً جدید پشتو (شیندَند) که در اصل سبزوار نام داشته‌است یکی ولسوالی‌های ولایت هرات در غرب افغانستان است.
مرکز این ولسوالی شهر سبزوار است.
سبزوار یا شیندند بزرگترین ولسوالی در سطح افغانستان از زمان محمد ظاهر شاه پادشاه افغانستان تا به حال به‌شمار می‌رود.